# Copa Unique
La Copa Unique es un torneo internacional amistoso de voleibol. Es organizada por la Federación Peruana de Voleibol con el patrocinio de Unique (Empresa perteneciente a la corporación Yanbal International). Para la edición 2013 recibió la Homologación de la Federación Internacional de Voleibol (FIVB).

## Campeones
| N.º | Año  | Sede |                      |           |             | Cuarto               |
| --- | ---- | ---- | -------------------- | --------- | ----------- | -------------------- |
| I   | 2010 | Perú | República Dominicana | Perú      | Puerto Rico | Trinidad y Tobago    |
| II  | 2011 | Perú | Brasil               | Argentina | Perú        | Colombia             |
| III | 2012 | Perú | Brasil               | Perú      | Colombia    | Chile                |
| IV  | 2013 | Perú | Eslovenia            | Perú      | Tailandia   | República Dominicana |

### Medallero histórico
- Actualizado hasta la Copa Unique 2014.

| Núm. | País                 | Oro | Plata | Bronce | Total |
| ---- | -------------------- | --- | ----- | ------ | ----- |
| 1    | Brasil               | 3   | 0     | 0      | 3     |
| 2    | República Dominicana | 1   | 0     | 0      | 1     |
| 3    | Eslovenia            | 1   | 0     | 0      | 1     |
| 4    | Perú                 | 0   | 3     | 2      | 5     |
| 5    | Argentina            | 0   | 2     | 0      | 2     |
| 6    | Colombia             | 0   | 0     | 1      | 1     |
| 7    | Puerto Rico          | 0   | 0     | 1      | 1     |
| 8    | Tailandia            | 0   | 0     | 1      | 1     |
|      | TOTAL                | 5   | 5     | 5      | 15    |